# Jan Jeżowski
Jan Jeżowski (ur. 1923, zm. 1983) – polski brydżysta, arcymistrz.

## Wyniki brydżowe

### Rozgrywki krajowe
W Mistrzostwach Polski Par Jan Jeżowski zdobywał następujące miejsca:
| Mistrzostwa Polski Par | Mistrzostwa Polski Par | Mistrzostwa Polski Par |
| Rok                    | Lokata                 | Partner                |
| ---------------------- | ---------------------- | ---------------------- |
| 1972                   | 3                      | Janusz Połeć           |
| 1970                   | 1                      | Andrzej Olszewski      |
| 1960                   | 3                      | Andrzej Olszewski      |

### Zawody europejskie
Grając w Drużynowych Mistrzostwach Europy Jan Jeżowski zdobywał następujące miejsca:
| Zawody europejskie. Konkurencja teamów | Zawody europejskie. Konkurencja teamów | Zawody europejskie. Konkurencja teamów |
| Rok                                    | Miejsce                                | Pozycja                                |
| -------------------------------------- | -------------------------------------- | -------------------------------------- |
| 1969                                   | Oslo (Norwegia)                        | 8                                      |
| 1963                                   | Baden-Baden (Niemcy)                   | 3                                      |